# Ядерный шпионаж
Ядерный шпионаж — это целенаправленная передача государственной тайны о ядерном оружии другим государствам без разрешения. За историю ядерного оружия были подтверждённые случаи ядерного шпионажа, а также множество недоказанных эпизодов предполагаемого шпионажа. Поскольку ядерное оружие считается одной из самых важных государственных тайн, все страны, обладающие ядерным оружием, налагают строгие ограничения на информацию о конструкции ядерного оружия, его запасов, систем доставки и развёртывания. Государства также ограничивают обнародование информации о ядерном оружии особыми соглашениями.

## СССР

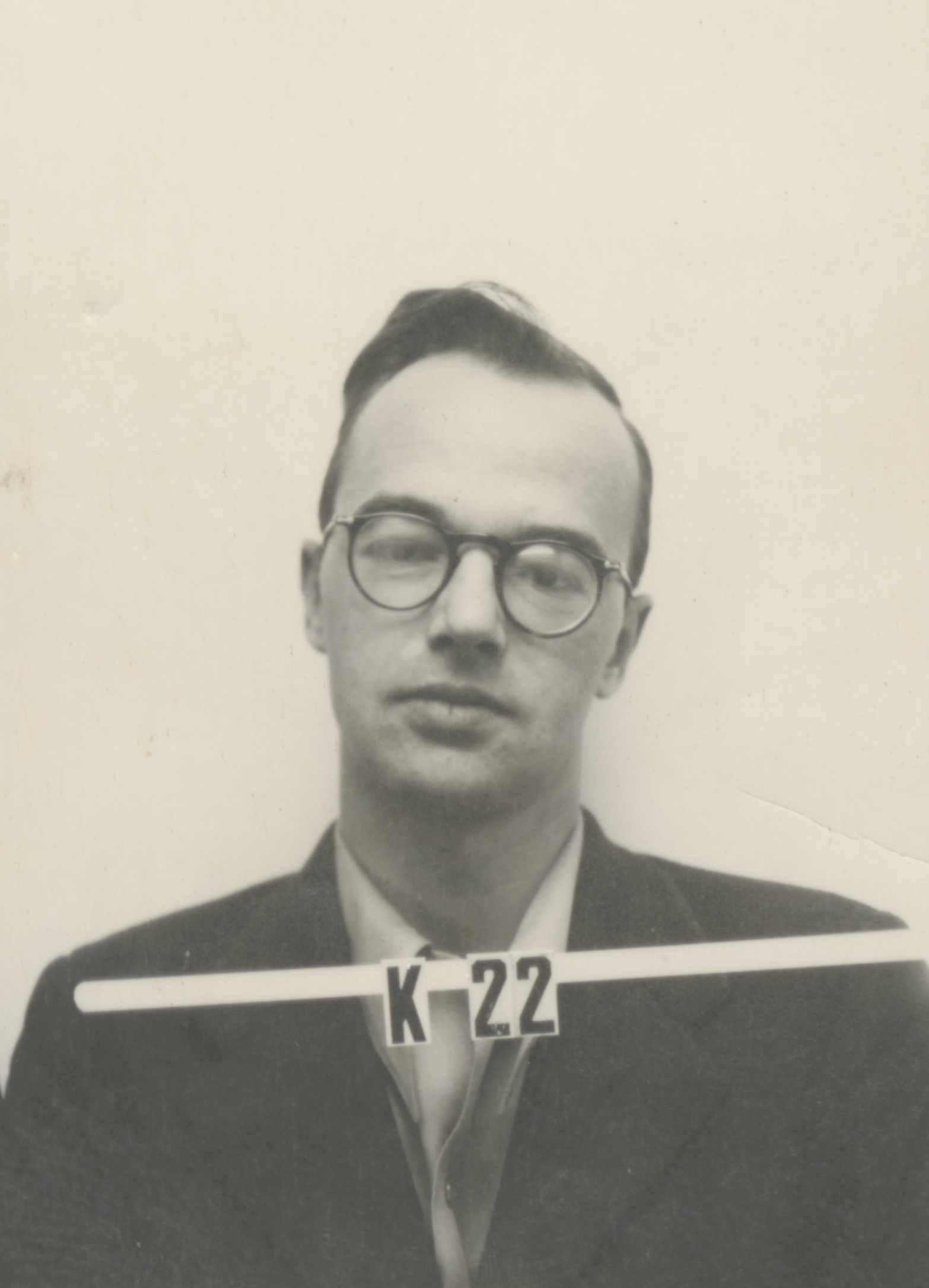
Клаус Фукс считается самым ценным из атомных шпионов во время Манхэттенского проекта.

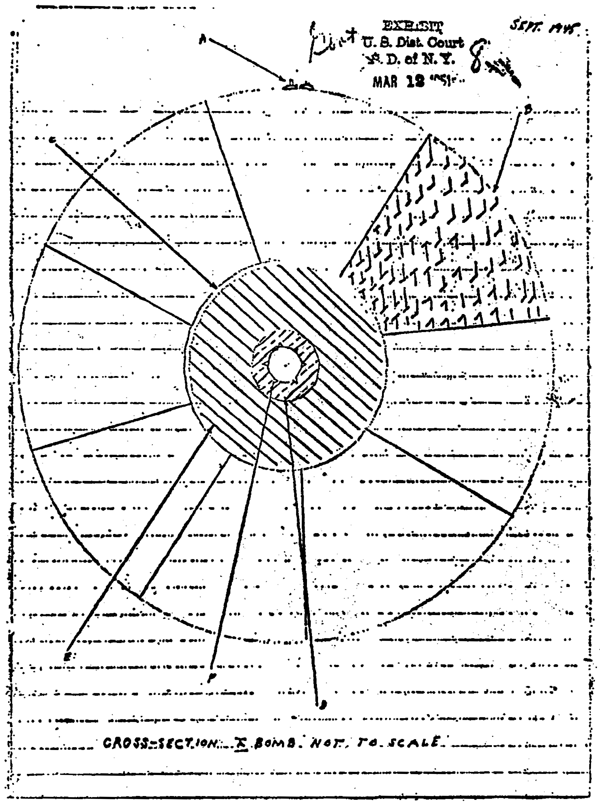
Рисунок Дэвида Грингласса, показывающий конструкцию ядерного оружия, предполагаемо переданный Розенбергам для Советского Союза

Во время Манхэттенского проекта по созданию первой атомной бомбы было несколько эпизодов шпионажа, в ходе которого учёные или технические специалисты передавали сведения о разработке и конструкции бомбы в Советский Союз. Их называли атомными шпионами. Шпионаж продолжился в начале холодной войны. Большинство случаев шпионажа стали широко известны в период антикоммунистических 1950-х годов в США. Не прекращался спор по поводу точных деталей этих инцидентов, хотя некоторые из них были выявлены публикацией стенограмм проекта Венона. Материалы были перехвачены, расшифрованы и представляли собой переписку между советскими агентами и советским правительством.
Наиболее известные шпионские инциденты перечислены ниже.
- Клаус Фукс — немецкий физик-теоретик, беженец, работавший с британской группой в Лос-Аламосе во время Манхэттенского проекта[1]. Он был раскрыт и приговорён к тюремному заключению в Великобритании. После освобождения он эмигрировал в ГДР. Из-за его большой вовлечённости в проект и обширных технических знаний он считался самым ценным из «атомных шпионов» с точки зрения информации об американской программе создания атомной бомбы, которую он передавал Советскому Союзу. Он также передал начальную информацию об американской программе водородной бомбы[2][3][4].
- Теодор Холл — молодой американский физик из Лос-Аламоса, чья личность как шпиона не была раскрыта до самого конца XX века[5][6]. Холл не был арестован в связи со шпионской деятельностью, хотя, похоже, он сам признался в шпионаже репортёрам и своей семье[7][8].
- Дэвид Грингласс — американский специалист из Лос-Аламоса, сотрудник Манхэттенского проекта[9]. Грингласс признался, что передал СССР примерные схемы лабораторных экспериментов во время Второй мировой войны[10]. Некоторые аспекты его показаний против сестры и зятя (Розенбергов, см. ниже) теперь считаются сфабрикованными в попытке уберечь свою жену от судебного преследования. Грингласс признался в шпионаже и был осужден на длительный срок тюремного заключения[11][12].
- Джордж Коваль — родившийся в Америке сын эмигрантов и вернувшийся в Советский Союз, где он был призван в армию и завербован в ГРУ[13]. Коваль проник в армию США и стал офицером радиационной безопасности в Специальном инженерном отряде. Действуя под кодовым именем Дельмар, он получал информацию из Ок-Риджа и Дейтонского проекта об Урчине (детонаторе), использованном в плутониевой бомбе «Толстяк»[14]. Его деятельность не была раскрыта в США до тех пор, пока Владимир Путин в 2007 году не наградил его посмертно званием Героя России[15][16][17][18].
- Этель и Джулиус Розенберги — американцы, вероятно участвовавшие в координации и вербовке шпионской сети, в которую входил Дэвид Грингласс. Хотя большинство учёных полагают, что Юлиус, вероятно, был замешан в шпионаже, вопрос о том, была ли Этель замешана в этой же работе или лишь знала о ней, остаётся предметом споров. Юлиус и Этель отказались признать свою вину, но были осуждены и казнены в тюрьме Синг-Синг[19][20].
- Гарри Голд — американец, признался, что работал курьером у Грингласса и Фукса[21][22][23].

## Израиль

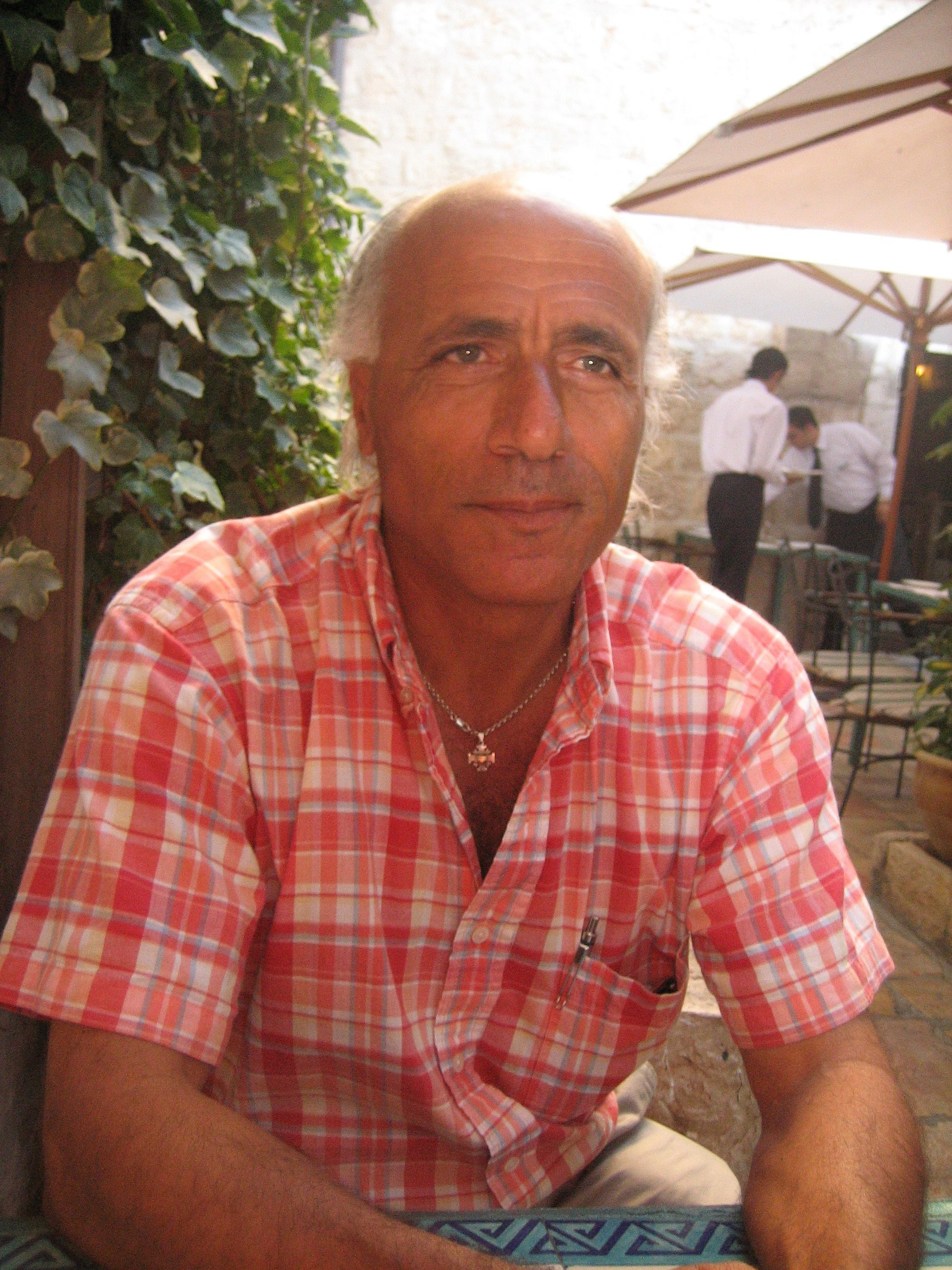
Мордехай Вануну, 2009 год

В 1986 году бывший техник Мордехай Вануну, работавший на израильском ядерном объекте недалеко от Димоны раскрыл британской прессе информацию об израильской программе создания ядерного оружия, подтвердив широко распространённые предположения о том, что Израиль имеет передовую секретную ядерную программу и запасы ядерного оружия. Израиль не признал и не отрицал наличие программы. Вануну же был похищен и переправлен в Израиль, осуждён в закрытом процессе и признан виновным в государственной измене.
Вопрос о том, действительно ли Вануну был шпионом остаётся спорным. Вануну и его сторонники утверждают, что его следует рассматривать как человека, который разоблачал тайные и незаконные действия государства. Его оппоненты считают его предателем, а разглашение им информации расценивают как помощь врагам израильского государства. Вануну обнародовал свои материалы лишь через год после отъезда из Израиля. Политическая сторона дела до сих пор вызывает горячие споры.

## КНР
В отчёте Специального комитета Палаты представителей США по национальной безопасности и военным/торговым проблемам с Китайской Народной Республикой за 1999 год под председательством члена палаты представителей Кристофера Кокса («Отчёт Кокса») утверждалось следующее. Органы безопасности США полагали, что Китайская Народная Республика осуществляла ядерный шпионаж в американских лабораториях по разработке ядерного оружия, особенно в Лос-Аламосской национальной лаборатории, Ливерморской национальной лаборатории Лоуренса, Национальной лаборатории Ок-Риджа и Национальных лабораториях Сандии.
Согласно отчёту, КНР «похитила секретную информацию обо всех наиболее совершенных боеголовках США» с 1970-х годов, включая конструкцию усовершенствованных миниатюрных боеголовок (которые могли бы быть использованы в вооружении с разделяющимися головными частями), и описание нейтронной бомбы. Сообщалось о похищении «кодов оружия», позволяющих компьютерное моделирование ядерных испытаний, что позволило бы КНР продолжать разработку своего оружия без проведения собственных испытаний. Соединённые Штаты не подозревали об этих эпизодах шпионажа до 1995 года.
Расследования, описанные в отчёте, в конечном итоге привели к аресту Вэнь Хо Ли, учёного из Лос-Аламоса, первоначально обвинённого в передаче Китаю информации об атомном оружии. Однако дело против Ли развалилось. Ему было предъявлено обвинение только в неправильном обращении с данными. Среди арестованных был учёный Питер Ли (не родственник Вэнь Хо Ли), арестованный за передачу Китаю секрета устройства радаров подводных лодок. Были оштрафованы компании Loral Space Communications и Hughes Electronics, которые передали Китаю секреты ракет. Несмотря на скандал, иных арестов и разоблачений по поводу хищения ядерных разработок США произведено не было.

## Пакистан
В 1991—1993 годах, во время правления премьер-министра Беназир Бхутто, оперативное управление Объединённой разведывательной службы (JIM) ISI проводило операции в СССР. Оно покупало ядерные материалы, а многие сотрудники были назначены военными атташе в посольстве Пакистана в Москве. Они одновременно получали аналогичные материалы из Румынии, Албании, Польши и бывшей Чехословакии.
В январе 2004 года Абдул Кадир Хан признался в продаже технологий Ливии, Ирану и Северной Корее. По его показаниям и по сообщениям спецслужб, он продавал конструкции газовых центрифуг для обогащения урана. Сами центрифуги он так же продавал этим трём странам. Ранее сообщалось, что Хан взял проекты газовых центрифуг у нидерландской компании по обогащению урана (URENCO). Их Пакистан использовал для запуска собственной программы создания ядерного оружия. 5 февраля 2004 года президент Пакистана генерал Первез Мушарраф объявил, что помиловал Хана. Правительство Пакистана утверждает, что не принимало никакого участия в шпионаже, но отказалось передать Хана для допроса Международному агентству по атомной энергии.

## Иран

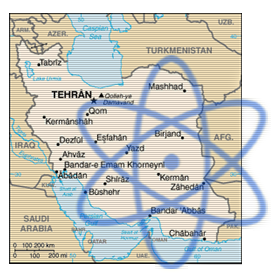

Стремление Ирана получить ядерное оружие восходит к 1970-м годам и усилились в 1980-х годах, когда разразилась ирано-иракская война. Ядерные исследования стали приоритетом не только на правительственном, но и на частном уровне. Иран заявил, что цель ядерных исследований — исключительно не военные, а сельскохозяйственные, медицинские и промышленные цели.
Мировые державы не одобряют появление новых стран, имеющих возможность создать ядерное оружие. Они заключили сделку с Ираном, что привело к остановке ядерных исследований в 2010-х годах. Позднее МАГАТЭ выяснило, что Иран обогатил уран более чем на восемьдесят процентов. Это более высокий уровень обогащения, чем у бомбы, использованной в Хиросиме. Выяснилось, что у Ирана есть возможность обогатить уран до уровня, достаточного для производства рабочего ядерного оружия.
Иран обладает одним из лучших в мире кибер-арсеналов. Соединённые Штаты и Израиль могут стать вероятными объектами кибер-шпионской ответной атаки со стороны Ирана. В прошлом кибератаки США и Израиля против Ирана представляли собой вредоносное ПО под названием Stuxnet, которое было продано Ирану и нанесло серьёзный ущерб его ядерной программе. Возможная ядерная программа Ирана опасна из-за вероятной ядерной эскалации по причине религиозных разногласий на территории между мусульманами суннитами (Египет) и шиитами (Иран).
Новый кибераспект шпионажа привёл к тому, что страны, занимающиеся производством ядерного оружия, предпринимают многочисленные проверки своих систем в поисках слабых мест. Например, Великобритания каждый год вкладывает по два миллиарда долларов в систему киберзащиты. Шпионаж стал проще благодаря совершенно новому способу получения доступа к частной информации посредством кибершпионажа.

## Индия
Путь Индии к превращению в ядерную державу начался с успешной операции «Улыбающийся Будда» в 1974 году. Официальное название проекта — «Похран-I». 13 мая 1998 года был взорван «Похран-II», следующая крупная разработка индийской программы создания ядерного оружия. Это побудило тогдашнего премьер-министра Атала Бихари Ваджпаи официально объявить Индию ядерной державой. Однако Индия была вовлечена в мировые ядерные сделки гораздо раньше.
Индия участвовала в содействии шпионажу Соединённых Штатов за Китаем в октябре 1965 года. ЦРУ привлекло 14 американских альпинистов для покорения Нанда Деви и, работая в сотрудничестве с Индийским разведывательным бюро, спланировало плутониевую миссию Нанда Деви. Цель миссии заключалась в том, чтобы 14 альпинистов одновременно разместили радиоизотопный термоэлектрический генератор, питающий детектор на вершине Нанда Деви, что позволило бы США шпионить за Китаем. США требовались разведданные о китайских ядерных мощностях во время войны во Вьетнаме. Миссия провалилась из-за потери одного из генераторов во время метели. Предполагается, что генератор снесла лавина с горы. ЦРУ, зная о потере радиоактивного материала, в 1966 году отправило альпинистов обратно в этот район на поиски генератора, чтобы предотвратить возможное загрязнение реки Ганг. Попытка не увенчалась успехом. В 1967 году вместе с альпинистами был отправлен новый генератор, который был установлен на вершине вершины Нанда Кот. С тех пор США имели возможность наблюдать за КНР.
30 октября 2019 года Корпорация ядерной энергии Индии (NPCIL) сделала официальное заявление о том, что атомная электростанция Куданкулам в штате Тамил Наду стала жертвой кибератаки. Атака произошла ранее в том же году, в сентябре, но NPCIL не решилась обнародовать эту новость. Обсуждались предположения о том, что для взлома использовалось вредоносное программное обеспечение «Dtrack», сходное с использовавшимся в атаках из Северной Кореи.